# Шпарак, Рышард
Рышард Шпарак (пол. Ryszard Szparak; род. 2 июля 1951, Ольштын) — польский легкоатлет, специалист по барьерному бегу и спринту. Выступал за сборную Польши по лёгкой атлетике в 1978—1986 годах, многократный победитель первенств республиканского значения, призёр международных стартов, участник летних Олимпийских игр в Москве.

## Биография
Рышард Шпарак родился 2 июля 1951 года в городе Ольштын, Польша. Занимался лёгкой атлетикой в местном клубе «Гвардия».
Впервые заявил о себе на международном уровне в сезоне 1978 года, когда вошёл в состав польской сборной и выступил на международном старте в Бухаресте, где выиграл серебряную медаль в зачёте бега на 400 метров с барьерами.
В 1979 году в той же дисциплине стал серебряным призёром на чемпионате Польши в Познани.
В 1980 году в 400-метровом барьерном беге одержал победу на международных соревнованиях в Мадриде, впервые победил на чемпионате Польши, после чего неизменно становился национальным чемпионом в течение пяти лет. Благодаря череде успешных выступлений удостоился права защищать честь страны на летних Олимпийских играх в Москве — здесь в программе бега на 400 метров с барьерами дошёл до стадии полуфиналов.
В 1981 году финишировал третьим на международном турнире в Лондоне и четвёртым на Кубке Европы в Загребе.
В 1982 году на чемпионате Европы в Афинах занял пятое место в беге на 400 метров с барьерами и четвёртое место в эстафете 4 × 400 метров.
В 1983 году среди прочего стартовал на впервые проводившемся чемпионате мира по лёгкой атлетике в Хельсинки — в барьерном беге на 400 метров установил свой личный рекорд 49,17 и в решающем забеге пришёл к финишу восьмым, тогда как в эстафете 4 × 400 метров в финале их команда не финишировала. Позднее также финишировал третьим на Кубке Европы в Лондоне.
Рассматривался в качестве кандидата на участие в Олимпийских играх 1984 года в Лос-Анджелесе, однако Польша вместе с несколькими другими странами восточного блока бойкотировала эти соревнования по политическим причинам. Вместо этого Шпарак выступил на альтернативном турнире «Дружба-84» в Москве — в беге на 400 метров с барьерами занял восьмое место, в эстафете 4 × 400 метров вместе с соотечественниками Робертом Ксеняком, Анджеем Стемпенем и Ришардом Островским показал пятый результат.
В 1986 году принял участие в чемпионате Европы в Штутгарте, при этом в своей дисциплине не смог преодолеть предварительный квалификационный этап. По окончании сезона завершил спортивную карьеру.